# یورش‌های صلیبیون در دریای سرخ
در سال ۱۱۸۲ رینالد شاتیون، ارباب صلیبی ماورای اردن، حملاتی را با کشتی‌های خود در دریای سرخ برای غارت بندرهای مسلمانان در این دریا و همچنین یورش به دو شهر مقدس مسلمانان، مکه و مدینه، ترتیب داد.

## رینالد شاتیون
رینالد شاتیون یکی از همراهان پادشاه فرانسه، لویی هفتم، در جنگ دوم صلیبی بود، که در سرزمین فلسطین ماند. سپس، وی به خدمت بالدوین سوم، پادشاه اورشلیم، درآمد و با ملکهٔ شاهزاده‌نشین انطاکیه، کنستانس، در سال ۱۱۵۳ ازدواج کرد و به این ترتیب، به مقام شاهزادگی انطاکیه رسید. وی تا قبل از آغاز حملات خود علیه مسلمانان، حملاتی را علیه بیزانس به همراه شوالیه‌های هوسپیتالر انجام داد، اما در آخر مجبور به پذیرش اشتباه خود و واگذاری انطاکیه به امپراتور بیزانس شد.

## حملات رینالد
رینالد در سال ۱۱۶۰ م نیروهایش را برای غارت گله‌ها و کاروان‌های واقع در نزدیکی دشت رودخانه فرات هدایت نمود، اما در بازگشت توسط نیروهای حاکم حلب، مجدالدین، از عاملین نورالدین زنگی دستگیر شد. مسلمانان او را اسیر کردند و با همراهانش به زندان حلب فرستادند. وی مدت شانزده سال در آن‌جا ماند، تا سرانجام در سال ۱۱۷۵ م، مسلمانان او را آزاد کردند.
در سال ۱۱۸۱ م، رینالد پیمان صلح سال پیش را — که میان صلاح‌الدین و بالدوین چهارم بود — نقض کرد. او نیروهایش را به سوی شرق هدایت کرد تا به‌آبادی تیما، واقع در راه دمشق–مکه رسید. در نزدیکی آبادی به کاروانی که با آرامش به سوی مکه حرکت می‌کرد، حمله برد و همه کالاهای بازرگانی را تصرف کرد؛ ولی صلاح‌الدین که در این هنگام در مصر بود، با سرعت فرُّخ‌شاه را در رأس سپاهی از دمشق اعزام کرد. این سپاه به ناحیهٔ ماورای رود اردن نفوذ کرد و رینالد مجبور به عقب‌نشینی شد.

### حمله در دریای سرخ
در سال ۵۷۸ ه‍.ق/۱۱۸۲ م رینالد به ایله، در دماغهٔ خلیج عَقَبه، حمله کرد. در این حمله ایله که از سال ۱۱۷۰ م در قلمرو مسلمانان بود به دست او سقوط کرد. رینالد مدتی را در جزیره ایله ماند و از آن‌جا با دو کشتی عزم جنگ جزیره فرعون کرد. آنان راه ساحل غربی دریای سرخ را در پیش گرفتند و همه شهرهای کوچک سر راه را تاراج کردند. آنان عِیْذاب، از بندرهای بزرگ نوبه واقع در مقابل مکه، را مورد حمله قرار دادند و کشتی‌های پر از کالاهای وارداتی یمن و هند را غارت کردند. یک دسته از نیروها در خشکی پیاده شدند و کاروان بزرگی را مورد حمله قرار دادند. آنگاه از عرض دریای سرخ از عیذاب به سوی ساحل سرزمین عرب عبور کردند و کشتی‌های لنگر گرفته در حوراء و یَنبُع را به آتش کشیدند و در ادامه پیشروی خود به بندرهای مکه رسیدند. در آن‌جا کشتی‌هایی را که در اختیار زائرین بود و به جده می‌رفت، غرق کردند.
در سال ۱۱۸۶ م رینالد شاتیون بار دیگر به معاهدهٔ صلح بین دو طرف خیانت کرد. صلاح‌الدین با مشاهدهٔ این رفتارها، وی را بارها به محاصره درآورد و به قلمرواش حمله کرد، تا آن‌که تسلیم شد و شکست خورد و از صلاح‌الدین درخواست صلح کرد. وی نیز تقاضایش را پذیرفت و با او صلح کرد، و با یکدیگر عهد بستند که کاروان‌های میان مصر و شام رفت‌وآمد خود را از سر بگیرند. با این حال سال بعد رینالد مجدداً به کاروان‌های عبوری مسلمانان حمله، و اموال و احشام آن‌ها را غارت کرد، که این باعث اعتراض صلاح‌الدین به وی و پادشاه اورشلیم شد؛ ولی او زیر بار نرفت و بر مخالفت خود اصرار کرد. صلاح‌الدین نیز در جواب این کار عهد کرد، که هرگاه بر رینالد دست یابد او را به قتل برساند.
احتمالاً رینالد از این کار ۴ هدف داشته‌است:
1. سیطره بر دریای سرخ
2. بستن راه حج و جنگ تمام عیار با دنیای اسلام
3. تسلط بر عدن برای به دست گرفتن قدرت گذرگاه‌های دریای سرخ و کسب انحصار بازرگانی
4. راضی کردن دولت مسیحی حبشه برای مشارکت در نبرد صلیبیون با مسلمانان.

جهان اسلام از این رویداد به لرزه درآمد؛ و امیران حلب و موصل که از صلیبیون درخواست کمک کرده بودند، از هم‌پیمانی خود با صلیبیون پشیمان شدند. صلاح‌الدین نیز عهد کرد که تلاش رینالد برای هتک حرمت دین را نخواهد بخشید.